# قناة ليبيا الشبابية
قناة ليبيا الشبابية كانت إحدى القنوات الفضائية التابعة للهيئة العامة لاذاعات الجماهيرية العظمى في ليبيا وكانت تبث عليها برامج شبابية، أغاني ومسلسلات عربية وكان لها موقع على الأنترنت.
انطلقت القناة عام 2008 ببرامج متنوعة وهي شقيقة لإذاعة مسموعة تحمل ذات الاسم وهو «الشبابية» والتي كانت تبث على موجات إف إم داخل ليبيا وعبر قمر نايل سات. توقفت القناة عن البث بعد ثورة 17 فبراير.